# Saramthali (Kavrepalanchok)
Saramthali (nep. सर्माथली) – gaun wikas samiti w środkowej części Nepalu w strefie Bagmati w dystrykcie Kavrepalanchok. Według nepalskiego spisu powszechnego z 2001 roku liczył on 247 gospodarstw domowych i 1252 mieszkańców (641 kobiet i 611 mężczyzn).